# Eisenbahnbrücke über den Main (Miltenberg)
Die Eisenbahnbrücke über den Main bei Miltenberg gehört zur Bahnstrecke Miltenberg–Wertheim und überspannt den Main am Mainkilometer 123,47. Das westliche Widerlager der eingleisigen Stahlbrücke befindet sich bei Streckenkilometer 0,869.

## Geschichte und Beschreibung
Das 185 Meter lange Bauwerk wurde von MAN 1904/1905 errichtet. Die Widerlager und Pfeiler waren auf ursprünglich stromaufwärts mit Türmen aus Buntsandstein verziert.
Von 1929 bis 1932 wurde die Staustufe Heubach errichtet. In der Folge musste die Brücke angehoben werden, um eine ausreichende Durchfahrtshöhe für die Schifffahrt auf dem Main sicherzustellen. Sie beträgt 6,3 Meter über dem höchsten Schifffahrtswasserstand, 10 Zentimeter weniger als das Sollmaß.
Während des Zweiten Weltkriegs wurden Ende März 1945 zwei Pfeiler gesprengt. Die zerstörte Brücke wurde in der Nachkriegszeit in gleicher Geometrie mit Betonpfeilern wiederaufgebaut.
Die Brücke besteht aus vier Überbauten, die als Fachwerkkonstruktionen mit Strebenfachwerken mit Pfosten und untenliegendem Gleis ausgebildet sind. Ein Halbparabelträger, dessen Obergurte mit einem Windverband verbunden sind, befindet sich über der Hauptöffnung. Beidseitig sind parallel gurtige Fachwerkträger vorhanden.